# Fægtning under sommer-OL 1948
Fægtning under sommer-OL 1948. Fægtning var med på OL-programmet for ellevte gang i 1948 i London. Der blev konkurreret om syv olympiske titler, tre individuelle og tre i hold for mænd og en individuel konkurrence for damer. Der blev fægtet med kårde, sabel og fleuret. 

## Medaljer
| Fekting OL 1948 | Fekting OL 1948 | Fekting OL 1948 | Fekting OL 1948 | Fekting OL 1948 | Fekting OL 1948 |
| --------------- | --------------- | --------------- | --------------- | --------------- | --------------- |
| Plads           | Land            | Guld            | Sølv            | Bronze          | totalt          |
| 1.              | Frankrig        | 3               | 1               | 0               | 4               |
| 2.              | Ungarn          | 3               | 0               | 2               | 5               |
| 3.              | Italien         | 1               | 4               | 1               | 6               |
| 4.              | Danmark         | 0               | 1               | 0               | 1               |
| 4.              | Schweiz         | 0               | 1               | 0               | 1               |
| 6.              | Belgien         | 0               | 0               | 1               | 1               |
| 6.              | Sverige         | 0               | 0               | 1               | 1               |
| 6.              | USA             | 0               | 0               | 1               | 1               |
| 6.              | Østrig          | 0               | 0               | 1               | 1               |
| sum             | antal medaljer  | 7               | 7               | 7               | 21              |

## Herrer

### Fleuret
| Plads | Udøvere            | Land | Point |
| ----- | ------------------ | ---- | ----- |
| 1.    | Jehan Buhan        | FRA  | 7     |
| 2.    | Christian d'Oriola | FRA  | 5     |
| 3.    | Lajos Maszlay      | HUN  | 4     |
| 4.    | John Emrys Lloyd   | GBR  | 4     |
| 5.    | René Bougnol       | FRA  | 3     |
| 6.    | Manlio Di Rosa     | ITA  | 3     |

### Fleuret holdkonkurrence
| Plads | Udøvere | Land |
| ----- | --- | ---- |
| 1.    | André Bonin Christian d'Oriola Jehan Buhan René Bougnol Jacques Lataste Adrien Rommel                          | FRA  |
| 2.    | Renzo Nostini Manlio Di Rosa Edoardo Mangiarotti Giuliano Nostini Giorgio Pellini Saverio Ragno                | ITA  |
| 3.    | Georges de Bourguignon Henri Paternóster Édouard Yves Raymond Bru André Van De Werve De Vorsselaer Paul Valcke | BEL  |
| 4.    | Dean Cetrulo Daniel Bukantz Nathaniel Lubell Silvio Giolito Austin Prokop Dernell Every                        | USA  |
| 5.    | Aladár Gerevich József Hátszeghy Endre Palócz Lajos Maszlay Béla Bay Pál Dunay                                 | HUN  |
| 5.    | José Rodríguez Fulvio Galimi Manuel Torrente Félix Galimi                                                      | ARG  |
| 5.    | Mohamed Zulficar Mahmoud Abdine Salah Dessouki Mahmoud Younes Osman Abdel Hafiz Hassan Tewfik                  | EGY  |
| 5.    | René Paul Albert Smith Harold Cooke John Emrys Lloyd Pierre Turquet Ulrich Wendon                              | GBR  |

### Kårde
| Plads | Udøvere             | Land | Point |
| ----- | ------------------- | ---- | ----- |
| 1.    | Luigi Cantone       | ITA  | 7     |
| 2.    | Oswald Zappelli     | SUI  | 5     |
| 3.    | Edoardo Mangiarotti | ITA  | 5     |
| 4.    | Henri Guérin        | FRA  | 5     |
| 5.    | Jean Radoux         | BEL  | 5     |
| 6.    | Henri Lepage        | FRA  | 4     |

### Kårde holdkonkurrence
| Plads | Udøvere                                                                                                | Land |
| ----- | --- | ---- |
| 1.    | Henri Guérin Henri Lepage Marcel Desprets Michel Pécheux Maurice Huet Édouard Artigas                  | FRA  |
| 2.    | Edoardo Mangiarotti Carlo Agostoni Fiorenzo Marini Antonio Mandruzzato Luigi Cantone Dario Mangiarotti | ITA  |
| 3.    | Carl Forssell Arne Tollbom Sven Thofelt Bengt Ljungquist Frank Cervell Per Hjalmar Carlesson           | SWE  |
| 4.    | Mogens Lüchow Erik Andersen Ib Benjamin Nielsen René Dybkaer Jacob Lyng Kenneth Flindt                 | DEN  |
| 5.    | Charles Debeur Léopold Hauben Raymond Bru Jean Radoux Raoul Henkaert Raymond Stasse                    | BEL  |
| 5.    | Otto Rüfenacht Jean Hauert Michel Chamay Oswald Zappelli François Thiebaud René Lips                   | SUI  |
| 5.    | Fernand Leischen Paul Anen Emile Gretsch Gustav Lamesch Erny Putz                                      | LUX  |
| 5.    | Imre Hennyey Pál Dunay Béla Rerrich Béla Mikla Lajos Balthazár Béla Bay                                | HUN  |

### Sabel
| Plads | Udøvere         | Land | Point |
| ----- | --------------- | ---- | ----- |
| 1.    | Aladár Gerevich | HUN  | 7     |
| 2.    | Vincenzo Pinton | ITA  | 5     |
| 3.    | Pál Kovács      | HUN  | 5     |
| 4.    | Jacques Lefèvre | FRA  | 4     |
| 5.    | George Worth    | USA  | 2     |
| 6.    | Gastone Darè    | ITA  | 2     |

### Sabel holdkonkurrence
| Plads | Udøvere                                                                                               | Land |
| ----- | --- | ---- |
| 1.    | Aladár Gerevich Rudolf Kárpáti Pál Kovács Tibor Berczelly László Rajcsányi Bertalan Papp              | HUN  |
| 2.    | Gastone Darè Carlo Turcato Vincenzo Pinton Mauro Racca Renzo Nostini Aldo Montano                     | ITA  |
| 3.    | Norman Armitage George Worth Tibor Nyilas Dean Cetrulo Miguel de Capriles James Flynn                 | USA  |
| 4.    | Robert Bayot Georges de Bourguignon Ferdinand Jassogne Eugène Laermans Marcel Nys Edouard Yves        | BEL  |
| 5.    | Manuel Aguero José Luis d'Andrea Mohr Edgardo Pomini Jorge Cermesoni Fernando Huergo Daniel Sande     | ARG  |
| 5.    | Jean-François Tournon Jacques Parent Maurice Gramain Jacques Lefèvre Jean Levavasseur Georges Levèque | FRA  |
| 5.    | Henny ter Weer Antoon Hoevers Willem van den Berg Frans Mosman Eddy Kuijpers                          | NED  |
| 5.    | Antoni Sobik Bolesław Banaś Teodor Zaczyk Jerzy Wójcik Jan Nawrocki                                   | POL  |

## Damer

### Fleuret
| Plads | Udøvere            | Land | Point |
| ----- | ------------------ | ---- | ----- |
| 1.    | Ilona Elek         | HUN  | 6     |
| 2.    | Karen Lachmann     | DEN  | 5     |
| 3.    | Ellen Müller-Preis | AUT  | 5     |
| 4.    | Maria Cerra        | USA  | 5     |
| 5.    | Fritzi Filz        | AUT  | 4     |
| 6.    | Margit Elek        | HUN  | 1     |